# Dwars door Drenthe 2012
La Dwars door Drenthe 2012, terza edizione della corsa, valida come evento dell'UCI Europe Tour 2012 categoria 1.1, si svolse il 9 marzo 2012 su un percorso di 204,8 km. Fu vinta dall'olandese Theo Bos, che terminò la gara in 4h 51' 49" alla media di 42,1 km/h.
Furono 84 i ciclisti che portarono a termine la competizione.

## Squadre e corridori partecipanti
| N.      | Cod. | Squadra                       |
| ------- | ---- | ----------------------------- |
| 1-8     | VCD  | Vacansoleil-DCM               |
| 11-18   | RAB  | Rabobank Cycling Team         |
| 21-28   | LTB  | Lotto-Belisol Team            |
| 31-38   | ACC  | Accent Jobs-Willems Veranda's |
| 41-48   | CJR  | Caja Rural                    |
| 51-58   | CSS  | Champion System               |
| 61-68   | LAN  | Landbouwkrediet-Euphny        |
| 71-78   | PRO  | Project 1T4I                  |
| 81-88   | RVL  | RusVelo                       |
| 91-98   | APP  | Team NetApp                   |
| 101-108 | SPI  | SpiderTech powered by C10     |
| 111-118 | TT1  | Team Type 1-Sanofi            |

| N.      | Cod. | Squadra                      |
| ------- | ---- | ---------------------------- |
| 121-128 | TSV  | Topsport Vlaanderen-Mercator |
| 131-138 | UHC  | UnitedHealthcare             |
| 141-148 | CWO  | Christina Watches-Onfone     |
| 151-158 | RIJ  | Cyclingteam De Rijke-Shanks  |
| 161-168 | WVJ  | WV De Jonge Renner           |
| 171-178 | GLU  | Glud & Marstrand-LRØ         |
| 181-188 | KOG  | Koga Cycling Team            |
| 191-198 | LET  | Leopard-Trek Continental     |
| 201-208 | MET  | Metec Cyclingteam            |
| 211-218 | TSP  | Nutrixxion-Abus              |
| 221-228 | TRS  | Team Eddy Merckx-Indeland    |
| 231-238 |      | Raiko-Stölting               |

## Ordine d'arrivo (Top 10)
| Pos. | Corridore         | Squadra       | Tempo    |
| ---- | ----------------- | ------------- | -------- |
| 1    | Theo Bos          | Rabobank      | 4h51'49" |
| 2    | Barry Markus      | Vacansoleil   | s.t.     |
| 3    | Daniele Colli     | Team Type 1   | s.t.     |
| 4    | Francesco Lasca   | Caja Rural    | s.t.     |
| 5    | Sebastian Lander  | Glud & Marst. | s.t.     |
| 6    | André Schulze     | Team NetApp   | s.t.     |
| 7    | Fréderique Robert | Lotto         | s.t.     |
| 8    | Remco te Brake    | De Rijke      | s.t.     |
| 9    | Filippo Fortin    | Team Type 1   | s.t.     |
| 10   | Tom Van Asbroeck  | Topsport Vl.  | s.t.     |